# ジャスティン・トルドー
ジャスティン・ピエール・ジェームズ・トルドー（英語: Justin Pierre James Trudeau [ˈtruːdoʊ, truːˈdoʊ]、フランス語: Justin Trudeau [ʒystɛ̃ tʁydo]（ジュスタン・トリュドー）、1971年12月25日 - ）は、カナダの政治家。自由党所属の庶民院議員（5期）。
第29代カナダ首相（第29代）、政府間問題・青年大臣（第11代）、カナダ自由党党首（第13代）を歴任した。第20・22代首相ピエール・トルドーの長男である。

## 来歴

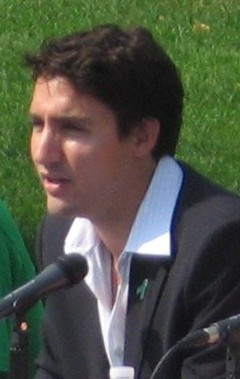
自ら主催した集会で、ダルフール危機対策を呼びかけるジャスティン・トルドー（2006年9月17日）

### 少年期
オンタリオ州オタワ出身。初代および第3代カナダ首相ジョン・マクドナルドの末娘マーガレット・マクドナルドに次ぐ、在任中のカナダ首相の子として生まれた史上2番目の人物である。誕生日は、弟のアレクサンドル（1973年生）と同じ12月25日。1977年、トルドーが6歳のときに、両親のピエールとマーガレットが離婚する。1984年、ピエールがカナダ首相を辞任する。
子供のプライバシーを守るという父ピエールの方針により、モントリオールの親類宅で育った。マギル大学（モントリオール）で英文学、ブリティッシュコロンビア大学で教育学の学位を取得する。その後、ブリティッシュコロンビア州で教鞭をとる。マギル大学大学院で、地理学を専攻した。

### 知られる存在に
2000年、ピエール・トルドーの国葬の際に、28歳になったトルドーは人々の記憶に残る追悼スピーチを行った。
1998年に弟のミシェルがスキー旅行中に雪崩で死亡したことをきっかけに、冬季の安全に関わる社会運動を行うようになる。2003年、カナダ放送協会（CBC）のラジオで毎年行われる「カナダ・リーズ」（パネリスト5人が各選書を推薦し、その中から最優秀選書を決める）で、トルドーが推薦したのは、ジョーイ・スモールウッド（ニューファンドランド州を1949年にカナダ連合加入まで導いた同州の政治家）の実話を元に描いた歴史小説 The Colony of Unrequited Dreams （ウェイン・ジョンストン著、1998年）だった。
2000年前後には、私立学校ウエスト・ポイント・グレー・アカデミーで教師を務めた。この時期、学校で行われた『アラビアンナイト』をモチーフとした仮装パーティーにて、トルドーが顔を茶色く塗るメークを施しからかう姿（ブラックフェイス）が2019年、『タイム』誌で報道されると、トルドーは記者会見にて「人種差別主義者がやるようなことだった」と陳謝した。
2005年5月28日、モデルでテレビタレントのソフィー・グレゴワールと結婚した。
カナダ・メディアのパーソナリティーとして活動した元カナダ首相の子供数人のうちの一人で、他にはベン・マルルーニー、キャサリン・クラーク、トルドーの弟アレクサンドルがいる。父ピエールとブライアン・マルルーニーは長年の政敵だったが息子同士には交流があり、トルドーの結婚式にベン・マルルーニーは出席している。

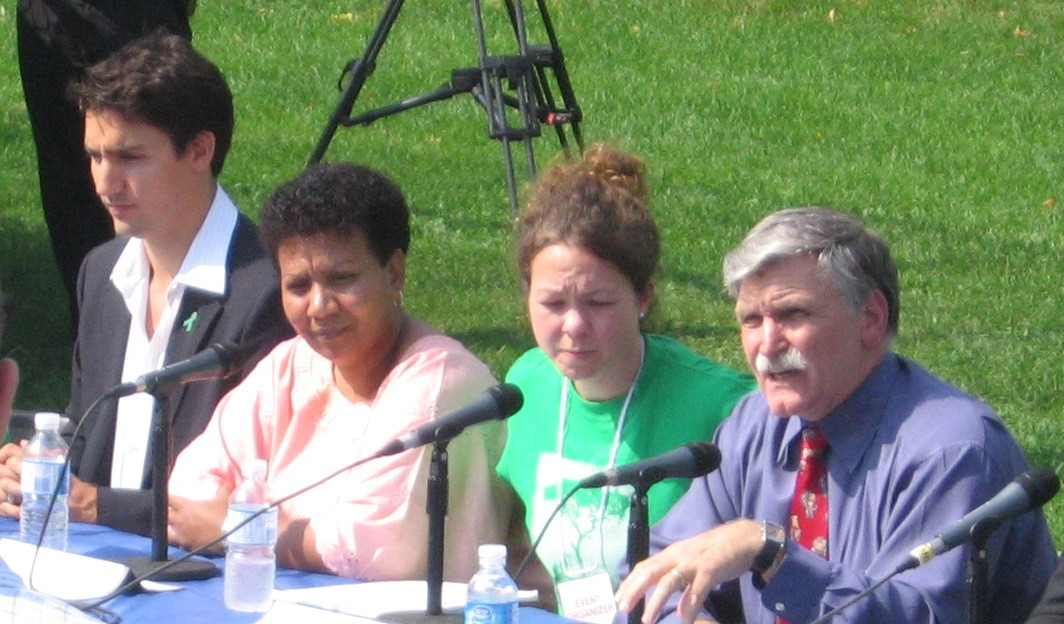
ダルフール難民トラギ・ムスタファの隣に座るトルドー (左)

2006年9月17日、ダルフール危機対策へのカナダの参加を求めるため、トロントのラムスデンパークで行われた集会を主催した。
2006年10月25日、CTVのニュース番組『カナダAM』で、国家としての認識をされることを求めるケベック人たちをどう思うかと問われ、「ナショナリズムは思考範囲の小ささから出来るもの」と答えた。この発言は、ケベック州を国家として認めさせようとする、同じ自由党のマイケル・イグナティエフの姿勢を批判したものと受け取られた。

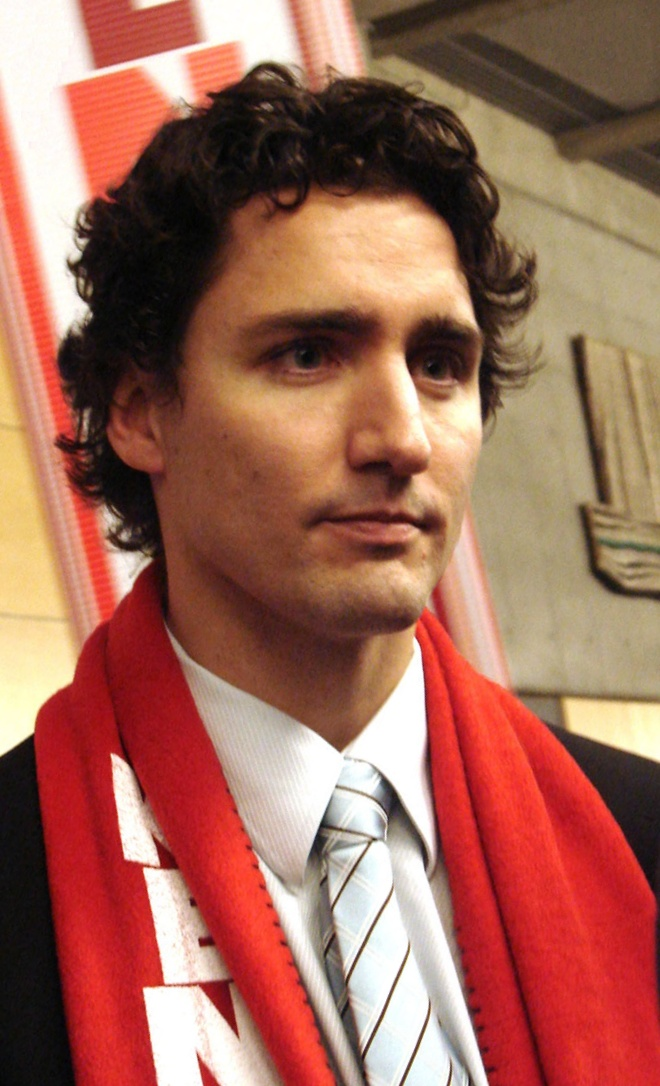
2006年の自由党党首選挙の際、ジェラルド・ケネディを応援した。

2006年カナダ自由党党首選挙で、トルドーはジェラルド・ケネディを支持した。ケネディは第2回投票で、前環境大臣のステファヌ・ディオンに敗れた。

### 政界進出

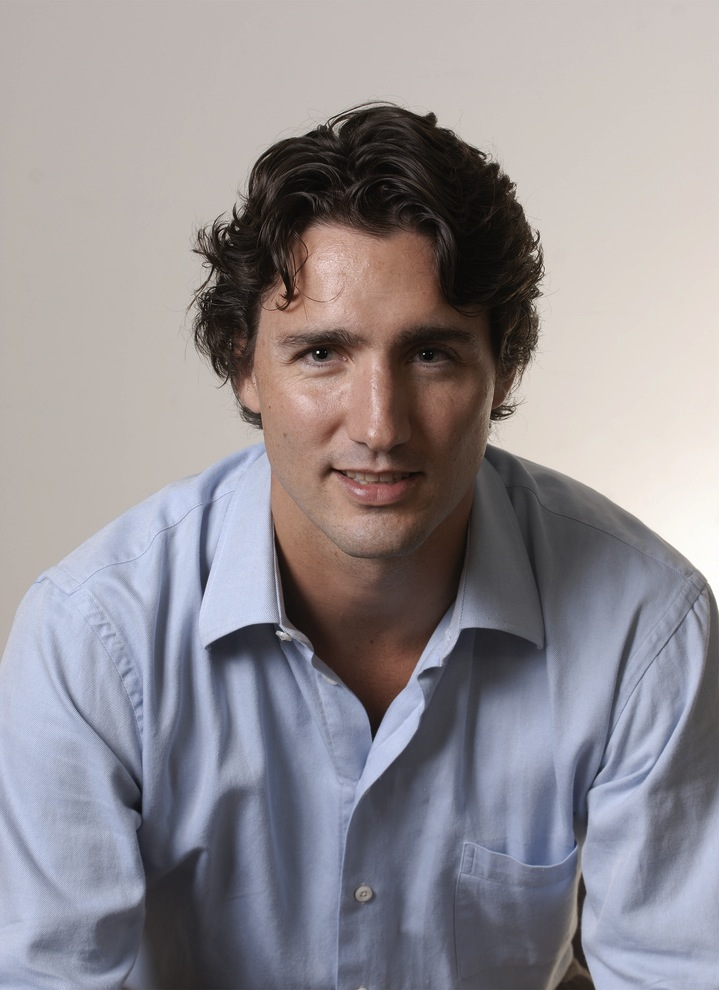
2008年のトルドー

2006年自由党党首選挙以降、政界進出が噂され始めた。当初、モントリオールのウトレモン選挙区が自由党の強力な地盤であり、同時に交通大臣のジャン・ラピエールが辞任し政治評論家になることから、トルドーの出馬する選挙区として有力視されたが、2007年2月22日に、同じモントリオールのパピノー選挙区での自由党党予備選出馬を表明した。
パピノー選挙区での自由党党予備選は2007年4月29日に行われ、トルドーは690票で、次点のメアリー・デロスの350票、バシリオ・ジョルダーノの220票を押さえ圧勝した（候補に選ばれるには634票が必要だった）。予備選勝利によりトルドーは、2008年10月に行われた2008年のカナダ連邦選挙で、ブロック・ケベコワ（ケベック連合）の現職議員ビビアン・バルボと争い当選した。パピノー選挙区では、自由党議員が50年以上選出されてきたが、2006年にブロック・ケベコワに初めて議席を奪われていた。

### 自由党党首、そして首相へ

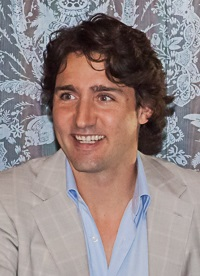
2013年のトルドー

2013年4月、自由党の党首選に立候補したトルドーは、他候補に大差をつけて当選した。当時、自由党は党勢が低迷しており、2011年の総選挙では下院第3党にまで後退し、マイケル・イグナティエフ党首が落選するという有様であった。元首相の息子であり端正なルックスを持つトルドーは、自由党の党勢回復の切り札的存在として大きな期待を集め、党首に選出された。
党首として迎えた最初の下院総選挙である2015年10月の総選挙では、下院解散当初は野党第1党の新民主党が保守党・自由党の支持率を上回っていたが、10月になると大麻の合法化を公約に掲げた自由党が支持を伸ばし、184議席を獲得して圧勝した。トルドーは支持者を前に「今夜歴史を作ったのは私ではなく、皆さんです」と演説した。トルドーは党首選出時の党員の期待に応え、約10年ぶりの政権奪回に成功した。
2015年11月4日、トルドーは第29代首相に就任した。新内閣の組閣に際しては、閣僚の男女の人数を同数とした。その理由を問われたトルドーは「2015年だから」と答えている。
しかし後述のスキャンダルの発覚により支持率は徐々に下落し、2019年10月の総選挙では、自由党は157議席を獲得し第1党の座を維持したものの得票数では保守党を下回り、単独過半数にも届かなかった。11月20日に自由党単独での少数与党内閣を発足させた。
2021年8月15日、メアリー・サイモン総督を訪問して下院の解散を要請し、9月に総選挙を実施すると宣言した。前回の総選挙で自由党は少数与党となったため、今回の総選挙での単独過半数獲得を目指している。しかしカナダ国内は新型コロナウイルスのデルタ株の拡大により新型コロナ感染の第四波に突入しており、感染が広がる中での解散総選挙には最大野党カナダ保守党のエリン・オウトゥール党首が「政治的なゲームや利益のために（感染拡大の）リスクを冒すべきではない」と述べるなど批判の声が挙がった。また、選挙活動の一環としてビール醸成所を訪問したが、新型コロナウイルスのワクチン接種義務化をはじめとする諸政策に反対するデモに妨害された。その際、バスに戻ろうとしたところで、投石を受けたがケガ人は無かった。この一連の抗議についてトルドーは、「カナダ社会の『ごく一部の極端な人たち』の主張に屈することはない」と語った。10月26日に少数与党による第三次トルドー内閣が発足した。
2022年には1月末と6月13日に新型コロナウイルスへの検査で陽性反応が出て隔離に入ったが、「ワクチンを接種していたから」体調に問題がないと表明し、国民に接種を呼び掛けた。
2022年9月22日、来たる27日に実施予定の故安倍晋三国葬儀にトルドー首相がカナダ代表として参列することが、日本国外務省により発表された。しかし、9月24日にカナダ東部が温帯低気圧に襲われて甚大な被害に見舞われたことを受けて、トルドー首相は被災地訪問のため国葬参列を見合わせると発表した。
9年間続いた政権の結果、物価高や移民対策への不満、さらには自身の汚職事件訴追への圧力といったスキャンダル等で人気が落ち、自由党内で2025年の連邦選挙の前に辞任を求める声が党内で高まっていた。その中で、2024年11月、トランプ次期米国大統領が自身が政権につけばカナダに25%の関税を課すとSNSで発表した。このトランプの関税方針への対応策をめぐって、長年の盟友だったクリスティア・フリーランド副首相兼財務相と対立、12月、フリーランドは突如辞任を発表した。その後、トルドーは自由党を支えていた中道左派・新民主党や、ケベック地域の権益を代表するブロック・ケベコワ（ケベック連合）の支持も失っていった。2025年1月6日、党内対立が理由であることを示唆して首相を辞任する意向を表明した。さらに同月15日、次期総選挙に出馬せず、政界を引退する意向を明らかにした。しかし、トランプがアメリカ大統領になり、カナダ製品に関税をかけることを示唆し始めると、トルドーはこれに強硬姿勢を貫いた。そのような姿勢への評価により、自由党への支持率がV字回復し、自由党が絶好調の状態で後任のマーク・カーニーに自由党党首と首相の座を渡した。

## 人物
ボクシングを趣味としており、首相就任以前には左肩に入れ墨を入れ、鍛えた肉体を誇示するポーズをとった写真が話題になったこともある。また、量子コンピューターに詳しい。
国家に仕えるためには仕事と生活の調和が必須であると強調している。日本での第42回先進国首脳会議（伊勢志摩サミット）を前に来日していた2016年（平成28年）5月25日には公務を1日休み、妻とともに三重県の青峰山を登り、山頂付近の正福寺境内を散策するなどして結婚記念日に合わせた休暇を楽しんだ。
性的少数者（性的マイノリティ）への理解があるストレート・アライであることが有名である。毎年100万人超が参加するカナダ最大の都市トロントのプライドパレードに2016年と2017年に参加している。フェミニストを公言するトルドーは組閣の段階で、閣僚を男女同数にした。さらにLGBTを公言している性的マイノリティも大臣に任命した。2017年11月には、カナダ政府における過去の性的少数者や先住民差別について首相として公式に謝罪している。しかし、2019年10月の総選挙直前にそのトルドー本人が過去に数回にわたり有色人種に扮装し蔑視していたことが発覚し、批判が殺到した。2019年9月19日、トルドーはこの件について当時は人種差別について疎かったとして謝罪した。

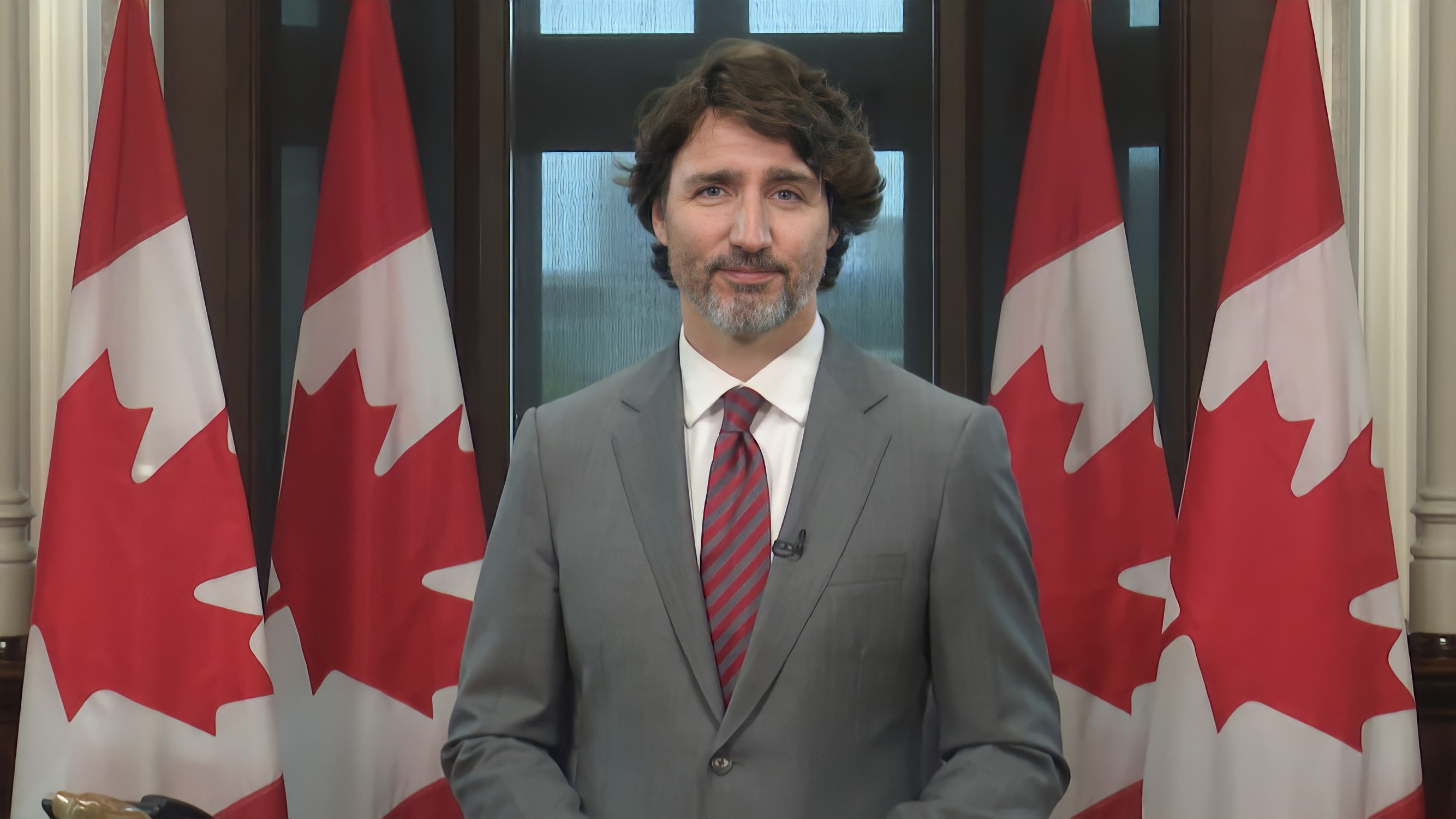
2021年のトルドー

トルドーのイメージはかつて清廉潔白・多様性尊重だった。しかし、2019年にカナダ大手建設会社SNCラヴァランによるリビアでの贈賄疑惑の刑事裁判化を回避する目的で、司法長官に圧力をかけたスキャンダル、上記のマイノリティ出身者を含む女性大臣2人がトルドー首相からの圧力や不正への嫌悪による辞任を受けて、特にトルドー首相に対する期待感が大きかった10代から30代の女性支持層の間で支持率が急落。就任後に難民や不法移民受け入れを進めたが彼らの増加で不満を持った層からの支持率も低下し、2019年に他国で申請を既にした人は申請不可能にする法案を発議した。カナダ放送協会（CBC）は社説で「このような法律の変化は、トルドー内閣の著しい無知、政治的計算が背景にあるだけだ」と強く批判した。
2019年12月3日、北大西洋条約機構（NATO）首脳会議に出席する。ジョンソン英首相やマクロン仏大統領らと会談する中で、トランプ米国大統領の陰口を叩いている光景をテレビカメラで撮影されてしまい、トランプ大統領の怒りを買う局面があった。
2023年に広島で行われたG7広島サミットでは、最終日の5月21日に本人の強い希望により、原爆資料館を再訪した。

## 政策

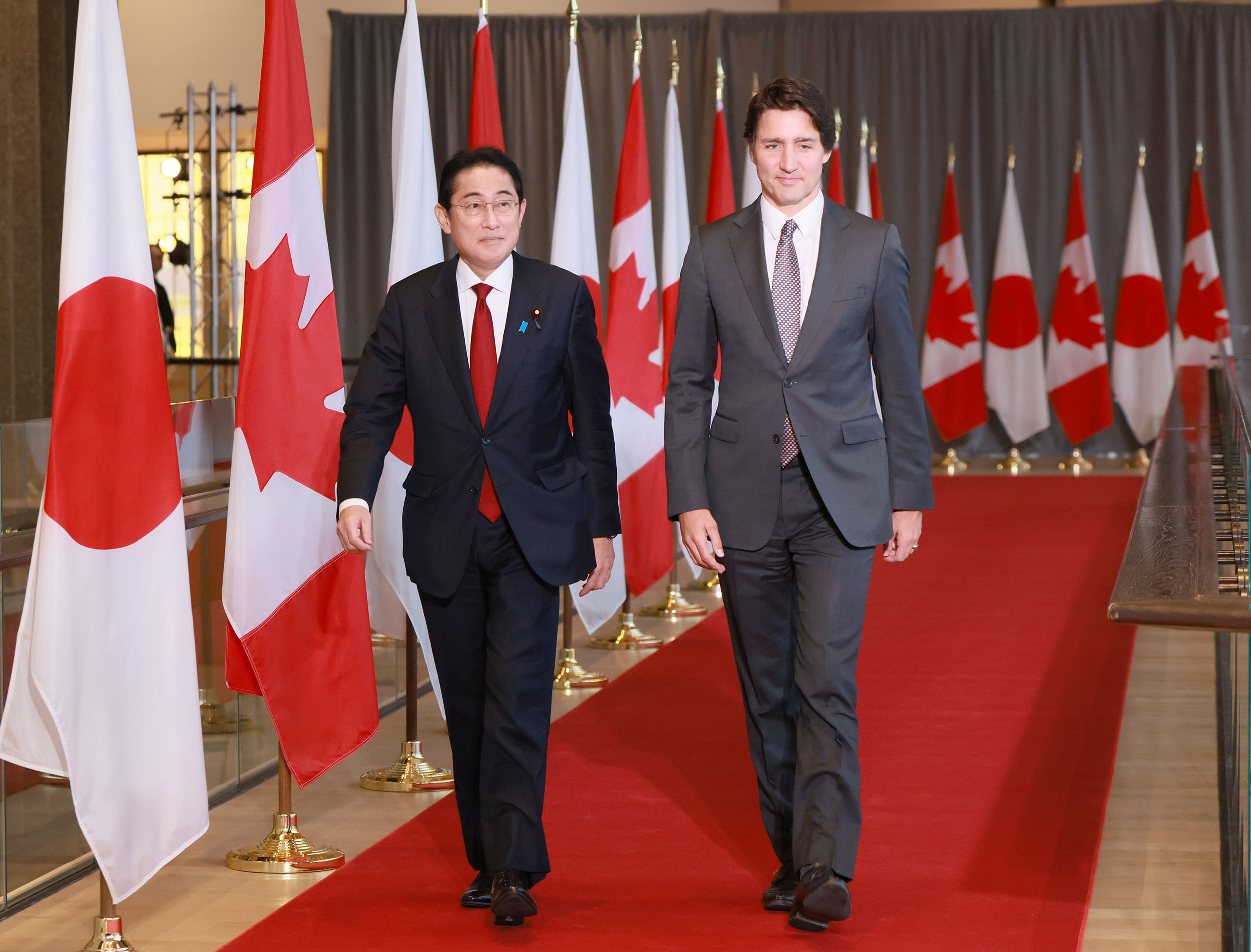
内閣総理大臣岸田文雄と（2023年1月）

### TPP
カナダ首相となったトルドーの机の上には、8000ページを超える書類が置かれていた。TPPの協定内容が書かれた書類である。トルドーの選挙公約には、TPPのメリット・デメリットについてカナダ議会で議論させることも含まれている。
2015年11月にフィリピンで開かれたアジア太平洋経済協力（APEC）会議においてアメリカ大統領バラク・オバマ米国大統領は、TPPは労働者と環境を保護するための協定だと述べた。しかしトルドーはTPPに関して注意深く、批准までにTPPを調査する必要があると述べた。
トルドー内閣は自由貿易を支持しながらも、ハーパー政権によって合意に至った事項全てを了承するわけではない。TPPには極めて議論の残る項目も含まれている。「カナダ国民はこの協定がどの産業にどのような影響を与えるかを知るべきであり、我々は十分な公開討論を開くであろう」とトルドーは語る。カナダの財界はTPPを推進している。日本の東京都内で2018年1月23日まで開催された首席交渉官会合で環太平洋連携協定（TPP）11カ国が離脱した米国抜きで新協定「TPP11」の署名式を3月8日に行う方針で合意に達したことに関して、スイスで開催された世界経済フォーラム年次総会（ダボス会議）で演説し、「とりわけ安倍（晋三）首相に感謝したい」と感謝の意を示した。トルドー首相は安倍晋三首相が良い結果をもたらしたとして「並外れたリーダーシップ」と評価した。

### 公務員
トルドーは、公務員をパートナーだと考えている。トルドーは「カナダ人が大事と思うような公的サービスをつくるため、また公的サービスに従事する人々の誇りの源泉をつくるため、カナダ政府が公的サービスを重視しなくてはならない。まずは公務員の労働権利を尊重する必要性や、効率的で独立したプロのサービスをカナダ人に提供できる能力が公務員にあるのだと信じる必要性（の認識）から始めようではないですか」と述べた。

### 難民
2015年11月のパリ同時多発テロ事件では約130人の死者が出た。その実行犯にはシリア内戦から逃れた難民に紛れて欧州に入り込んだ者も含まれていた。選挙期間中トルドーは、シリアからの難民を受け入れるとしていたが、難民に紛れてテロリストも入国するおそれがあり、カナダ国民の約半数は性急な受け入れには反対している。シリアからの難民のうちカナダが許可するのは家族、独身女性そして子供であり、安全上のリスクとみなされる独身男性は排除される見通しとなった。およそ12億カナダドルを費やして、ヨルダンやレバノンなどの難民キャンプにいる難民をカナダに入国させる。
その後も難民保護や少数民族の権利保護に尽力しており、2016年に国連で演説をした際、カナダが第一次世界大戦と第二次世界大戦の2度にわたる世界大戦の際に日系カナダ人、ウクライナ、イタリアなど敵国からの移民を拘束したこと、ユダヤ人やパンジャーブ人の避難船を受け入れなかったこと、ファースト・ネーション（カナダ先住民）の人々に対して「恥ずべき長期にわたって続いた」差別を行ったことに後悔の念を示した。
しかし、急激な申請増加を招いた上に国民からの反発を受けて、2019年4月に他国で申請したことのある人物のカナダへの申請は拒否する法律を発議させた。

### アメリカとの経済摩擦
2018年5月、アメリカ合衆国（米国）は国家安全保障を理由として、輸入される鉄鋼とアルミニウム製品に対して追加関税措置を行うことを発表。トルドーは、米国のトランプ大統領との間で電話会談を行い、米国の姿勢を非難している。その直後に、カナダが議長国になって行われた先進国首脳会議でも経済問題でカナダ（及び欧州諸国）とアメリカが対立。一旦は、首脳宣言がまとめられるも直後にトランプ大統領が認めない旨の発言を行い、両国関係に溝を作ることとなった。
2024年11月25日、大統領選挙により復帰が確実になったトランプ元大統領は、薬物と不法移民対策を理由にカナダからの全輸入品に25%の関税を掛けることを表明。4日後の11月29日、トルドーは急遽、トランプの私邸を訪れ夕食を共にして会談を行った。しかし、2025年1月に第2次トランプ政権が発足すると、同年3月4日にはアメリカによる関税措置が発動。カナダも同日中に報復関税を発動させた。トルドーはトランプが実行に移した関税を「愚か」と批判すると、スコット・ベッセント財務長官は、報復措置を打ち出したトルドーを「ばか者」とののしり泥仕合の様相を見せた。

### その他
- 2013年に中華人民共和国の独裁政治が経済を伸張させたととれる発言をし、激しく批判された[61]。
- カナダを含む二重国籍を持つテロリストからカナダ国籍を剥奪することはできないという見解をとっていたが、この法解釈については批判されている[62][63]。
- ゲーマーゲート集団嫌がらせ事件及びゲームにおけるミソジニーを強く批判している[64]。
- 2018年10月、嗜好品としての大麻を合法化した[65]。これについて日本政府は、在留邦人や日本人旅行客に対し注意喚起を行った[66]。

## 家族

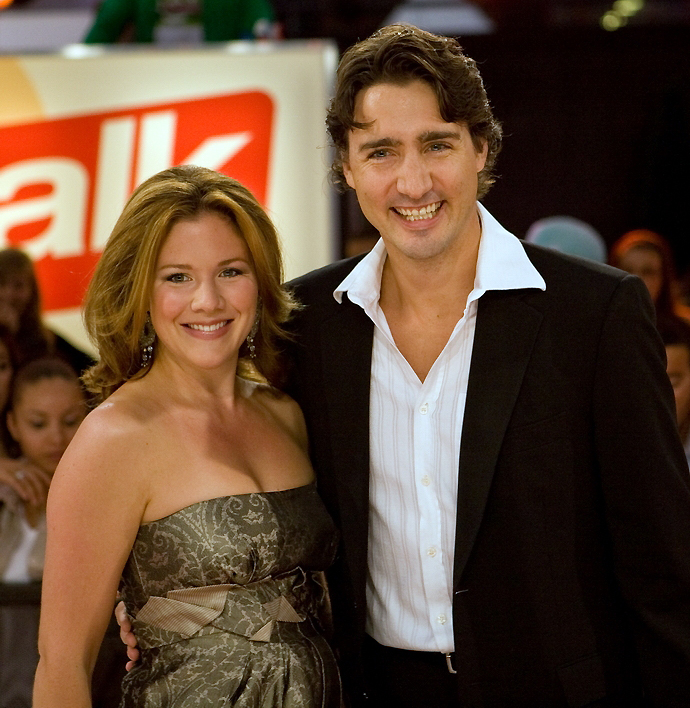
妻ソフィーと一緒にトロント国際映画祭にて（2008年）

- 父：ピエール・トルドー - 第20・22代カナダ首相
- 母：マーガレット・ジョアン・シンクレア（英語版） - スコットランド系カナダ人。1984年にピエールと離婚。一時期には英ロックバンド、ローリングストーンズのロン・ウッドとの関係が噂された。
- 弟：アレクサンドル・トルドー - ジャーナリスト
- 弟：ミシェル・トルドー（英語版） - 1998年にブリティッシュコロンビア州の山岳部でスキー中による雪崩で事故死。享年23。
- 父方の祖父：シャルル・トルドー（英語版） - フランス系カナダ人の実業家。
- 母方の祖父：ジェームズ・シンクレア (en)  - スコットランド生まれのカナダの政治家、実業家。
- 妻：ソフィー・グレゴワール - フランス系カナダ人の元ニュースキャスター。2023年8月2日にトルドーはソフィーとの別居を発表した[67]。
- 子供3人：グザヴィエ（Xavier）、エラ＝グラース・マルグリット（Ella-Grace Margaret）、アドリアン（Hadrien）